# Garçonne
Garçonne (også kaldet Flapper i angelsaksisk sammenhæng) var en moderetning i det 20. århundrede fra de brølende 1920'ere: mellem 1919 og 1929; mellem den første verdenskrigs afslutning og den økonomiske krise.
Sammen med moderetningen opstod også fænomenet garçonne som et resultat af kvindefrigørelsen og et krav om ligestilling, og som udtrykte en kulturel forandring i den vestlige verdens kvindesyn og derved ligger til grund for vore dages kvindesyn og som betegner en "pige med drengeagtig skikkelse og frisure".

## Oprindelse
Ordet "garçonne" , drengepige, er afledt af "garçon" (det franske ord for dreng)., Det ses allerede i det 13. århundrede i formen "garçone, i betydningen en forfløjen kvinde, men da optræder det som en hapax. Det genopstår i 1880 hos forfatteren Joris-Karl Huysmans om en ung halvvoksen kvinde, med former der stadig er barnlige, og blev populariseret i Victor Marguerittes roman La Garçonne fra 1922. En roman der i øvrigt affødte talrige diskussioner om den moderne kvinde.
Begrebet blev synonymt med den frigjorte kvinde, der var aktiv og autonom og fri i sit udtryk. Hun gik ud, dansede, røg, dyrkede sport, kørte bil og rejste. I sit oprør mod det bestående udfordrede hun normerne ved at have udenomsægtskabelige affærer eller udleve sin seksualitet - ofte homo- eller biseksualitet - i åbne forhold.
Moderetningen opstod i Paris; specielt under indflydelse fra Coco Chanel.
Udøverne chokerede verden, og som historikeren Françoise Thébaud påpeger, viste den også illusionerne og angsten i det franske samfund i 20'erne og 30'erne. Garçonnen var primært et forbillede for radikale feminister og lesbiske. Selvom den primært blev grebet af kunstnere og homoseksuelle, blev den også udbredt til arbejderklassen i byerne og i mindre grad på landet.

## Karakteristika
Garçonnens udseende var udpræget androgynt og langlemmet, hvor hverken bryst eller talje var markeret og med en kort drengefrisure.

### Tøjet
Kjolesnittet var rørformet, taljen blev sænket til hoften.
Første gang i beklædningshistorien dækkede tøjet kun benene til knæene. I 1924 gik kjolesømmen ca. 26 cm fra jorden, i 1925 30-35 cm fra jorden, i 1926 40 cm fra jorden - hvorefter nederdelene igen blev længere frem mod 1930, hvor længden stabiliseredes 30-32 cm fra jorden.
Grænserne mellem mandlig og kvindelig påklædning udviskedes: spadseredragten blev enklere eller forsvandt helt, den langærmede sweater og skjorten med krave og manchetter holdt sin indtog i damegarderoben: Coco Chanel introducerer blazeren i sin kollektion i 1926, kjolen bliver afløst af rummelige bukser. Visse kvinder begynder ovenikøbet at gå med habit med slips eller butterfly, manchetknapper, bowlerhat, spadserestok og monokel for at vise Garçonnen som omstyrtende, oprørsk, feministisk og nogle gange lesbisk, som Georgel karikerer i sin sang La Garçonne i 1923. Den blev i Danmark sunget af Liva Weel.
Som en følge af indførelsen af buksenederdelen til cykelbrug fremkom der også tøj, der var beregnet til sport, herunder badetøj. Sportswear lanceredes af modeskaberen Jean Patou til den berømte tennismester Suzanne Lenglen. Han skabte det første strikkede badetøj og åbnede to forretninger med det i 1924, året for de olympiske vinterlege i Chamonix og sommerlegene i Paris. I 1927 præsenterede Elsa Schiaparelli en kollektion Til sport; de strikkede sweatre afsluttedes med en falsk slipseknude og blev en øjeblikkelig succes.
Stoffet jersey blev i 1916 brugt af Chanel til hverdagstøj. Sonia Delaunay skilte sig ud ved at kreere stoffer med geometriske mønstre, stærke og kontrasterende farver inspireret af Art deco. Til aftenbrug blev brugt luksuøse materialer som lamé, strass , broderi samt strudsefjer til boaer og vifter.

### Undertøjet
Frigørelsen af kroppen fører til lettere undertøj. Efter kritik af hygiejnikerne og Paul Poiret forsvandt korsettet. Det blev reduceret til en hofteholder eller en strømpeholder og en brystholder eller bare en enkel buksedragt i midten af 20'erne. Det slanke udseende er i høj kurs og et bånd gør brystet fladt.
Da tøjet blev kortere, forsvandt underskørter og de langbenede underbukser. Og tykke strømper bliver afløst af silkestrømper. I midten af 1920'erne blev strømpebånd populære igen.

### Hårmoden
Moden med kort hår bredte sig til hele samfundet: i 1925 fulgte en af tre kvinder denne mode , og garçonnefrisuren blev hurtigt navnet på en frisure med kort hår klippet i pagehår og tætsiddende ved ørerne.

### Tilbehøret
Et populært tilbehør var små tætsiddende hatte, båret lavt foran som en forlængelse af tøjet som klokkehat, kasket, kalot, baret eller hue.
En nøgen hals og nakke og kjoler, hvor ryggen er bar, gør øreringe interessante. Lange halskæder og lange løstsiddende tørklæder à la Isadora Duncan gør også sit til at fremstå højere og tyndere. De bare arme er gode steder at bære armbånd.
Cigaretetuiet og cigaretrøret blev nye accessoires i kvindemoden.

### Kosmetik
Selv om udseendet var rent og androgynt, var der stor interesse for skønhedsprodukter og makeup. På en solbrændt hud, plukker man øjenbrynene, øjnene blev sminket med kohl og øjenvipperne med mascara, munden bliver fremhævet. Mærket Rouge baiser kom frem i 1927 på samme tid som læbestiften holder sit indtog.
Den første aftersun lanceres af Nivea i 1922, den første sololie, der beskytter huden, Huile de Chaldée, skabes i 1927 af Jean Patou. Han lancerer også den første unisex parfume, Le Sien, i 1929, hvor reklamen viser en kvindelig golfspiller og sloganet "For her for him".

## Personer
I Frankrig er den bedst kendte repræsentant for denne stil Coco Chanel, dels på grund af hendes påklædning, dels på grund af hendes opførsel.
Colette, som allerede havde kort hår i 1902, bankkvinden Marthe Hanau, sportskvinden Violette Morris, Suzy Solidor Kiki de Montparnasse er også repræsentanter for stilen.
I maleriet er det blandt andet portrætter af Kees van Dongen, der viser garçonnen — et af hans billeder bærer fra 1912 hedder La Garçonne. Flere malerier af Tamara de Lempicka illustrerer garçonnerne: specielt St Maurice (fra 1929) og det berømte selvportræt Tamara à la Bugatti verte (1925).
Flere skuespillerinder i amerikansk film, bliver ikoner for moderetningen: Marlene Dietrich, Greta Garbo, Joan Crawford, Clara Bow, der åbenlyst lever i et åbent forhold, og specielt Louise Brooks med sin korthårsfrisure med spytkrøller.